# Eureka Seven: AO
Eureka Seven: Astral Ocean (エウレカセブンAO, Eureka Sebun Ei Ō), ou simplement Eureka Seven: AO, est un manga mecha écrit et dessiné par Yūichi Katō faisant suite à l'anime Eureka Seven. Il est prépublié entre janvier 2012 et octobre 2013 dans le magazine Monthly Shōnen Ace et a été compilé en un total de cinq volumes.
Une adaptation en anime de 26 épisodes produite par le studio Bones a été diffusée entre avril 2012 et novembre 2012. Une série dérivée intitulée Eureka Seven AO ~Save a Prayer~ est également publiée.

## Synopsis
L'histoire commence en 2025 sur Terre. Toutefois, l'histoire de l'humanité a été modifiée par l’apparition de Scub Coral et de "G-monsters". Face à ces nouvelles menaces, l'humanité a mis en place la Génération Bleue.
Nous retrouvons Ao Fukaï, un jeune garçon, sur l'île d'Okinawa. Alors qu'apparaît un Scub Coral sur son île, une étrange créature apparaît et ravage l'île. C'est alors qu'Ao découvre un bracelet avec un étrange message. Mais qui est donc "Eureka", cette femme qui apparait dans ces rêves?
Eureka Ao (ou Eureka Astral Ocean) est la suite de l'animé "Eureka Seven". L'histoire se situe 10 000 ans avant Eureka Seven.

## Manga
- Mangaka : Yūichi Katō
- Prépublié dans : Monthly Shōnen Ace
- Publié par : Kadokawa Shoten
- Genre : Science-fiction / Mecha
- Nombre de volumes : 5[7],[8]

## Anime

### Fiche technique
- Réalisateur : Tomoki Kyoda
- Character designer : Ken'ichi Yoshida
- Musiques : Kōji Nakamura
- Studio d'animation : Bones
- Date de première diffusion au Japon : 13 avril 2012
- Nombre d'épisodes : 25
- Non licencié en France

### Liste des épisodes
| No | Titre français                                | Titre japonais                           | Titre japonais             | Date de 1re diffusion |
| No | Titre français                                | Kanji                                    | Rōmaji                     | Date de 1re diffusion |
| -- | --------------------------------------------- | ---------------------------------------- | -------------------------- | --------------------- |
| 01 | Born Slippy (deep blue)                       | ボーン・スリッピー                       | Bōn Surippī                | 13 avril 2012         |
| 02 | Call It What You Want (AO's cavern)           | コール・イット・ホワット・ユー・ウォント | Kōru Itto Howatto Yū Wonto | 20 avril 2012         |
| 03 | Still Fighting (secret operation)             | スティル・ファイティング                 | Sutiru Faitingu            | 27 avril 2012         |
| 04 | Walk This Way (plant coral)                   | ウォーク・ディス・ウェイ                 | Wōku Disu Wei              | 4 mai 2012            |
| 05 | Tighten Up (génération bleu)                  | タイトゥン・アップ                       | Taitun Appu                | 11 mai 2012           |
| 06 | Light My Fire (noblesse oblige)               | ライト・マイ・ファイアー                 | Raito Mai Faiā             | 18 mai 2012           |
| 07 | No One Is Innocent (bye bye angel)            | ノー・ワン・イズ・イノセント             | Nō Wan Izu Inosento        | 25 mai 2012           |
| 08 | One Nation Under a Groove (blue thunder)      | ワン・ネイション・アンダー・ア・グルーヴ | Wan Neishon Andā A Gurūvu  | 1er juin 2012         |
| 09 | In the Dark We Live (enemy below)             | イン・ザ・ダーク・ウィー・リヴ           | In Za Dāku Wī Rivu         | 8 juin 2012           |
| 10 | Release Your Self (the pied piper of Hamelin) | リリース・ユア・セルフ                   | Rirīsu Yua Serufu          | 22 juin 2012          |
| 11 | Plateaux of Mirror (mirror of the world)      | プラトー・オブ・ミラー                   | Puratō Obu Mirā            | 29 juin 2012          |
| 12 | Step into a World (heaven and earth)          | ステップ・イントゥ・ア・ワールド         | Suteppu Intu A Wārudo      | 6 juillet 2012        |
| 13 | She's a Rainbow (moonlight ship)              | シーズ・ア・レインボウ                   | Shīzu A Reinbō             | 13 juillet 2012       |
| 14 | Starfire (another truth)                      | スターファイアー                         | Sutāfaiā                   | 20 juillet 2012       |
| 15 | War Head (humanoid secret)                    | ウォー・ヘッド                           | Wō Heddo                   | 27 juillet 2012       |
| 16 | Guardians Hammer (next phase)                 | ガーディアンズ・ハンマー                 | Gādianzu Hanmā             | 17 août 2012          |
| 17 | La Vie en rose (Johannson's book)             | ラ・ヴィアン・ローズ                     | Ra Vian Rōzu               | 24 août 2012          |
| 18 | Don't Look Down (third engine)                | ドント・ルック・ダウン                   | Donto Rukku Daun           | 31 août 2012          |
| 19 | Maybe Tomorrow (the day)                      | メイビー・トゥモロー                     | Meibī Tumorō               | 7 septembre 2012      |
| 20 | Better Days Ahead (last message)              | ベター・デイズ・アヘッド                 | Betā Deizu Aheddo          | 14 septembre 2012     |
| 21 | World 2 World (rising sun)                    | ワールド・トゥ・ワールド                 | Wārudo Tu Wārudo           | 21 septembre 2012     |
| 22 | Galaxy 2 Galaxy (coral carriers)              | ギャラクシー・トゥ・ギャラクシー         | Gyarakushī Tu Gyarakushī   | 28 septembre 2012     |
| 23 | The Final Frontier (Renton Thurston)          | ザ・ファイナル・フロンティア             | Za Fainaru Furontia        | 20 novembre 2012      |
| 24 | The Door Into Summer                          | 夏への扉                                 | Natsu e no Tobira          | 20 novembre 2012      |

### Musiques
Générique d'ouverture
Escape par Hemenway
Bravelue (ブレイブルー, Bureiburū) par FLOW
Générique de fermeture
stand by me par Stereopony
Iolite (アイオライト, Aioraito) par Joy

### Doublage
| Personnages | Personnages | Voix japonaises |
| ----------- | ----------- | --------------- |
| Ao Fukai    | Ao Fukai    | Yutaro Honjo    |
| Naru Arata  | Naru Arata  | Kanako Miyamoto |
| Fleur Blanc | Fleur Blanc | Ayaka Ohashi    |